# Pierre Régis (homme politique)
Pour les articles homonymes, voir Régis.
Pierre Régis, né le 23 juin 1924 au Pecq et mort le 1er mars 1999 à Saint-Nom-la-Bretèche, est un homme politique français.

## Biographie
Maire du Pecq de 1949 à 1977.
Il est conseiller général du Canton de Saint-Germain-en-Laye-Sud de 1967 à 1976, et du canton du Pecq de 1976 à 1992 et député de la deuxième circonscription des Yvelines du 11 décembre 1976 au 2 avril 1978.